# Peter Ambrovič
Peter Ambrovič (* 23. Dezember 1939 in Bratislava, damals Slowakischer Staat; † 21. August 2019) war ein Chemiker und Diplomat aus der Slowakei.

## Werdegang
Ambrovič absolvierte ein Studium an der Fakultät für Chemische Technologie der Slowakischen Technischen Universität Bratislava (SVŠT). Während seiner Studienaufenthalte in den Vereinigten Staaten (1970–1971) und in Deutschland (1990–1991) bildete er sich in Chemie weiter fort.
Einen Großteil seines Lebens verbrachte er mit Forschungen am Institut für Polymere der Slowakischen Akademie der Wissenschaften, wo er zum Akademiedirektor aufstieg. Nach einigen Jahren als Direktor des Sekretariats des Präsidenten der Slowakischen Republik im Präsidialamt.
Im Mai 1995 trat Peter Ambrovič den Posten als slowakischer Botschafter in Indonesien an. Er war damit der erste Gesandte seines Landes in dem südostasiatischen Staat. Mit Sitz in Jakarta hatte Ambrovič als Botschafter zusätzliche Akkreditierungen für Brunei, Malaysia, die Philippinen und Singapur. Ambrovičs Amtszeit in Südostasien endete im Mai 1998 und er kehrte an die Slowakische Akademie der Wissenschaften zurück.
Ambrovič verstarb 2019. Die Trauerfeier fand am 2. September 2019 im Krematorium seiner Geburtsstadt Bratislava statt.